# Yánnis Bouzoúkis
Ioánnis « Yánnis » Bouzoúkis (grec moderne : Ιωάννης «Γιάννης» Μπουζούκης) est un footballeur grec né le 27 mars 1998 à Préveza. Il évolue au poste de milieu de terrain à l'OFI Crète.

## Biographie

### En sélection
Avec les moins de 19 ans, il joue trois matchs rentrant dans le cadre des éliminatoires du championnat d'Europe des moins de 19 ans 2017.
Avec les espoirs, il inscrit un but contre la Biélorussie en octobre 2018. Cette rencontre gagnée sur le score de 2-0 rentre dans le cadre des éliminatoires de l'Euro espoirs 2019.